# Liste von Schlachten
Dies ist eine Überblicksliste über Listen zu Schlachten im Lauf der Menschheitsgeschichte.

## Liste
- Liste von Kriegen und Schlachten im Altertum (Alter Orient)
- Liste von Kriegen und Schlachten im alten China
- Liste von Kriegen und Schlachten in der Antike
- Liste von Kriegen und Schlachten im 7. bis 13. Jahrhundert
  - Liste der Bulgarisch-byzantinischen Schlachten
- Liste von Kriegen und Schlachten im 14. Jahrhundert
- Liste von Kriegen und Schlachten im 15. Jahrhundert
- Liste von Kriegen und Schlachten im 16. Jahrhundert
- Liste von Kriegen und Schlachten im 17. Jahrhundert
- Liste von Kriegen und Schlachten im 18. Jahrhundert
- Liste von Kriegen und Schlachten im 19. Jahrhundert
- Liste von Kriegen und Schlachten im 20. Jahrhundert
- Liste von Kriegen und Schlachten im 21. Jahrhundert